# Biure

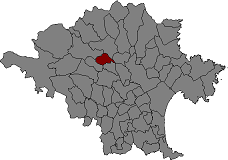
Położenie gminy na mapie comarki Alt Empordà.

Biure (dawniej: Viure) – gmina w Hiszpanii,  w Katalonii, w prowincji Girona, w comarce Alt Empordà.
Powierzchnia gminy wynosi 10,05 km². Zgodnie z danymi INE, w 2005 roku liczba ludności wynosiła 237, a gęstość zaludnienia 23,58 osoby/km². Wysokość bezwzględna gminy równa jest 81 metrów.

## Demografia
| 1991 | 1996 | 2001 | 2004 | 2005 |
| ---- | ---- | ---- | ---- | ---- |
| 204  | 223  | 233  | 234  | 237  |